# Monumento a la Raza (Medellín)
El Monumento a la Raza, también conocido como el Monumento a la Raza Antioqueña, es una escultura y monumento que se ubica en la ciudad de Medellín, en Antioquia, Colombia. Fue diseñado por el escultor colombiano Rodrigo Arenas Betancourt  (1919-1995) y está construido a base de concreto y bronce. Se localiza en la plaza principal del Centro Administrativo La Alpujarra y se inauguró el 31 de mayo de 1988. El monumento destaca una estructura de concreto con forma de luna y en ella hay múltiples esculturas de bronce que simbolizan la cultura de Antioquia. Una urna que contiene los restos de Arenas se colocó en 2016.

## Historia y construcción
El 4 de septiembre de 1975, el Gobierno de Medellín aprobó la construcción de un monumento que simbolizara a La Raza. Se eligió a Rodrigo Arenas Betancourt para diseñarlo y el decidió representar a la cultura y habitantes de Antioquia. La base está hecha de concreto y yeso.
Fue inaugurado el 31 de mayo de 1988, con la bendición del  obispo cardinal Alfonso López Trujillo. Durante la inauguración, Arenas dijo:

Nos toca inaugurar este monumento a Antioquia en momentos aciagos de inmenso, intenso y extenso dolor; momentos en que la patria se va desmembrando, se va mutilando inexorablemente, sumergida en la destrucción y el canibalismo.

Durante la 203° conmemoración de la Independencia de Antioquia en agosto de 2016, se honró la memoria de Arenas y una parte de sus restos se colocó en una urna junto al monumento.

### Estado

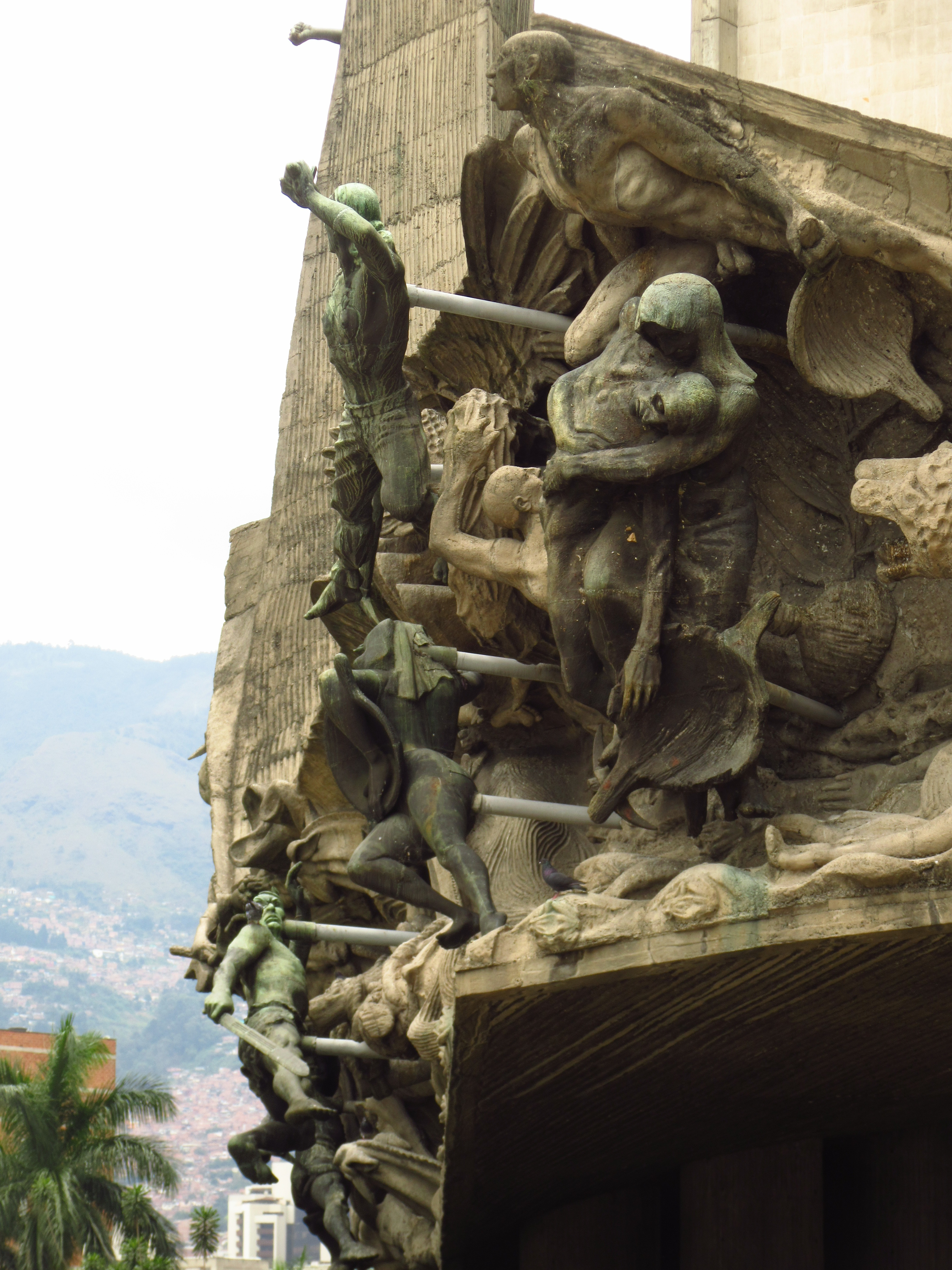
Detalle de la parte más baja del monumento en 2018. El daño ambiental es visible en algunas esculturas.

El monumento está expuesto a múltiple contaminantes, incluyendo contaminación, musgo y palomas y sus heces. El daño es visible a simple vista. En agosto de 2016, el entonces gobernador de Antioquia, Luis Pérez Gutiérrez, anunció una restauración, pero aún no se realizaba una hacia abril de 2018.

## Descripción e interpretación
El Monumento a la Raza tiene una altura de 38 metros y un peso de 900 toneladas. El Museo Universitario de Artes Digitales describió al monumento como escultura torcida marrón que apunta al cielo. Según el museo, simboliza la cultura de Antioquia, así como su agricultura, religión, y solidaridad. El museo interpretó el trabajo como un método para exponer la juventud de Arenas en las granjas colombianas del estado. Andrés Carvajal López de la Universidad EAFIT dijo que retrata la historia de las personas que salieron del barro en el fondo e intentaron llegar a la cima intentando lograr la divinidad en el cenit. María Elena Quintero, poeta y viuda de Arenas, comentó:
 

[...] Él interpretó e hizo una epopeya de concreto y bronce, donde contó la historia de Antioquia, como los oficios, la mitología, entre otros. Esta obra es una herradura que está en un pedestal y dentro de esa forma se desarrolla el desarrollo, colonización e historia paisa.

## Recepción
Sarah Woods describió al monumento como un trabajo "potente y robusto" que representa a las "fuerzas del bien y el mal".